# Raini Rodriguez
Raini Rodriguez (* 1. července 1993, Bryan, Texas, Spojené státy americké) je americká herečka a zpěvačka, která se proslavila rolí Trish v televizním seriálu Austin a Ally a Mayi ve filmu Policajt ze sámošky. Také se objevila v seriálu Sladký život Zacka a Codyho nebo Jsem v kapele. V roce 2011 si zahrála roli Tess ve filmu Maturiťák. V roce 2013 získala ocenění Imagen Awards.

## Životopis
Narodila se v Bryanu v Texasu. Je dcerou Diane a Roye Rodrigueze, který vlastní podnik Rodriguez Tire Service.
Při jenom vystoupení byla objevena Susan Osser, talentovou agentkou, která po zhlédnutí jejího výkonu požádala Raini matku, zda by mohla pracovat jako její manažerka a zda by se mohli přestěhovat do Kalifornie. Raini bylo 11 let. Její matka souhlasila. Raini (a její bratr Rico, kterého Susan Osser také přijela do talentové agentury) se přestěhovala do Los Angeles. Jejich otec zůstal v Texasu. Jejich matka je učila doma, aby mohla podporovat jejich hereckou kariéru.

## Kariéra
V roce 2006 přišla první role a to role Denise v seriálu Huff. Poté si zahrála v seriálech jako Mistr Manny, Family of the Year, Sladký život Zacka a Codyho a True Jacksonová. V roce 2009 získala roli Mayi ve filmu Policajt ze sámošky. 
V roce 2011 získala roli v seriálu Disney Channel Austin a Ally. V tom samém roce si zahrála roli Tess ve filmu Maturiťák. 
V roce 2015 si znovu opakovala roli Mayi Blart ve filmu Paul Blart: Mall Cop 2.

## Filmografie
| Rok       | Název                       | Role               | Poznámky                    |
| --------- | --------------------------- | ------------------ | --------------------------- |
| 2006      | Huff                        | Denise             | Epizoda: "Black Shadows"    |
| 2007      | Mistr Manny                 | Isabel Montoya     | Epizoda: "Lost and Found"   |
| 2007      | Family of the Year          | Maria              | Epizoda: "Pilot"            |
| 2007      | Parker                      | Dítě na hřišti     | krátký film                 |
| 2007      | Sladký život Zacka a Codyho | Betsy              | Epizoda: "Sleepover Sutite" |
| 2008      | Babysitters Beware          | Marcova sestra     |                             |
| 2009      | Policajt ze sámošky         | Maya Blart         |                             |
| 2009      | Slice of Water              | Maggie Blumsfeld   |                             |
| 2009      | Gordita                     | Teenagerka Tatiana |                             |
| 2010      | Jsem v kapele               | Arlene Roca        | 2 epizody                   |
| 2011-2016 | Austin a Ally               | Trish              | Hlavní role                 |
| 2011      | True Jacksonová             | Nina               | Epizoda: "True Mall"        |
| 2011      | Maturiťák                   | Tess               |                             |
| 2012      | Skoro dospělá               | Tavita             |                             |
| 2015      | Paul Blart: Mall Cop 2      | Maya Blart         |                             |